# Brdy (area militare)
Brdy è una catena montuosa in parte utilizzata come area militare dall'esercito della Repubblica Ceca. L'area militare rientra geograficamente nel distretto di Příbram, in Boemia Centrale.
Si tratta di un'area asservita all'esercito ceco situata nel settore occidentale del distretto, al confine con il distretto di Rokycany nella regione di Plzeň. Statisticamente viene considerata a livello dei comuni, dispone di propri simboli e di un proprio codice statistico e ha una sia pur minima popolazione residente. Non dispone di organi amministrativi, venendo amministrata da un comandante dell'esercito.